# Lepnice alpská
Lepnice alpská (Bartsia alpina) je nízká, vzácně se vyskytující poloparazitická rostlina, která je však díky svému charakteristickému zbarvení (přecházejícímu od zelené až po tmavě fialovou) jen stěží přehlédnutelná. Je to jediný druh rodu lepnice, který v české přírodě roste.

## Výskyt
Arkticko-alpínský druh vyskytující se hlavně v severském pásmu Evropy a Severní Ameriky. V jižněji položených krajích osídlil pouze hornaté oblasti, např. Pyreneje, Alpy, Českou vysočinu, Karpaty i Dinary na Balkáně. V České republice roste tento reliktní druh výhradně v subalpínském pásmu v Krkonoších a Hrubém Jeseníku.

## Ekologie
Vlhkomilný poloparazit jenž se vyskytuje hlavně na prameništích, ve vlhkých skalních štěrbinách a karech, někdy i v zavlhlých trávnících s nízkými rostlinami. Požaduje trvale či periodicky vlhkou půdu se zásaditou reakcí a dobře zásobenou živinami, obvykle se vyskytuje na vápencích nebo zásaditých vyvřelých či metamorfovaných horninách. Dokáže růst i ve vysoké nadmořské výšce, většinou až nad horní hranici lesa. V Alpách se lze s lepnicí alpskou setkat i ve výšce 3000 m. Fenologické optimum růstu tohoto hemikryptofytu je v závislosti na abiotických faktorech od června do srpna.
Rostlina má v listech přítomen chlorofyl a dokáže zužitkovat sluneční záření, od okolních rostlin však svými specializovanými kořínky s haustorii čerpá vodu a minerální látky potřebné hlavně k vytváření květů. Parazituje široký sortiment rostlin, například děhel lesní, pcháč bahenní, tužebník jilmový, štírovník bažinný a téměř všechny traviny. Rozmnožuje se jak oddenky, tak i semeny. Její listy obsahují mj. voňavé a těkavé látky: alfa-pinen, z-3-hexen, z-3-hexenylacetat, fenylacetaldehyd a fenylacetonitril.

## Popis
Poloparazitická, vytrvalá, řídce trsnatá bylina vyrůstající z větveného oddenku. Vzpřímená nebo vystoupavá lodyha bývá jednoduchá a průměrně 10 až 25 cm vysoká. Je tupě čtyřhranná, často načervenalá a ve spodní části má roztroušené jednoduché a v horní části husté žláznaté chlupy. Lodyha je dole porostlá listy šupinovitými a výše listy bylinnými, ty jsou vejčité, tmavě zelené až nafialovělé a 10 až 25 mm dlouhé. Vyrůstají vstřícně a téměř kolmo na lodyhu, jsou přisedlé srdčitou bázi, na vrcholu jsou zahrocené a po obvodě pilovité. Povrch mají hustě žilnatý a oboustranně chlupatý.
Listy se směrem vzhůru zmenšují a přecházejí v chlupaté nafialovělé až fialové listeny. Z jejich úžlabí rostou šikmo vzhůru krátce stopkaté oboupohlavné květy. Vytvářejí vrcholové hlávkovitě stažené květenství které se postupně prodlužuje v jednostranný klas. Jejich nafialovělý zvonkovitý kalich je žláznatě chlupatý a má čtyři ostře špičaté cípy. Asi 2 cm dlouhá, karmínově fialová koruna s úzkou trubkou je dvoupyská. Mírně delší horní pysk je rovný nebo jen mírně zahnutý a dolní je mělce trojlaločný. V trubce koruny jsou čtyři tyčinky se šípovitými prašníky a jedna dlouhá čnělka s bliznou. Rostliny kvetou od června do srpna a jsou opylovány hmyzem. Plodem je vejčitá, z boku stlačená, dvojdílná tobolka asi 10 mm dlouhá obsahující drobná semena. Ploidie druhu je 2n = 24. Smutně zbarvené květy nesou jméno předčasně zemřelého holandského lékaře J. Bartsche (přítel C. Linné).

## Ohrožení
Lepnice alpská se vyskytuje pouze na několika málo stanovištích a její početní stavy vykazují mírně klesající tendenci. V „Červeném seznamu cévnatých rostlin České republiky z roku 2012“ je odborníky klasifikována jako silně ohrožený druh (C2r).

## Galerie

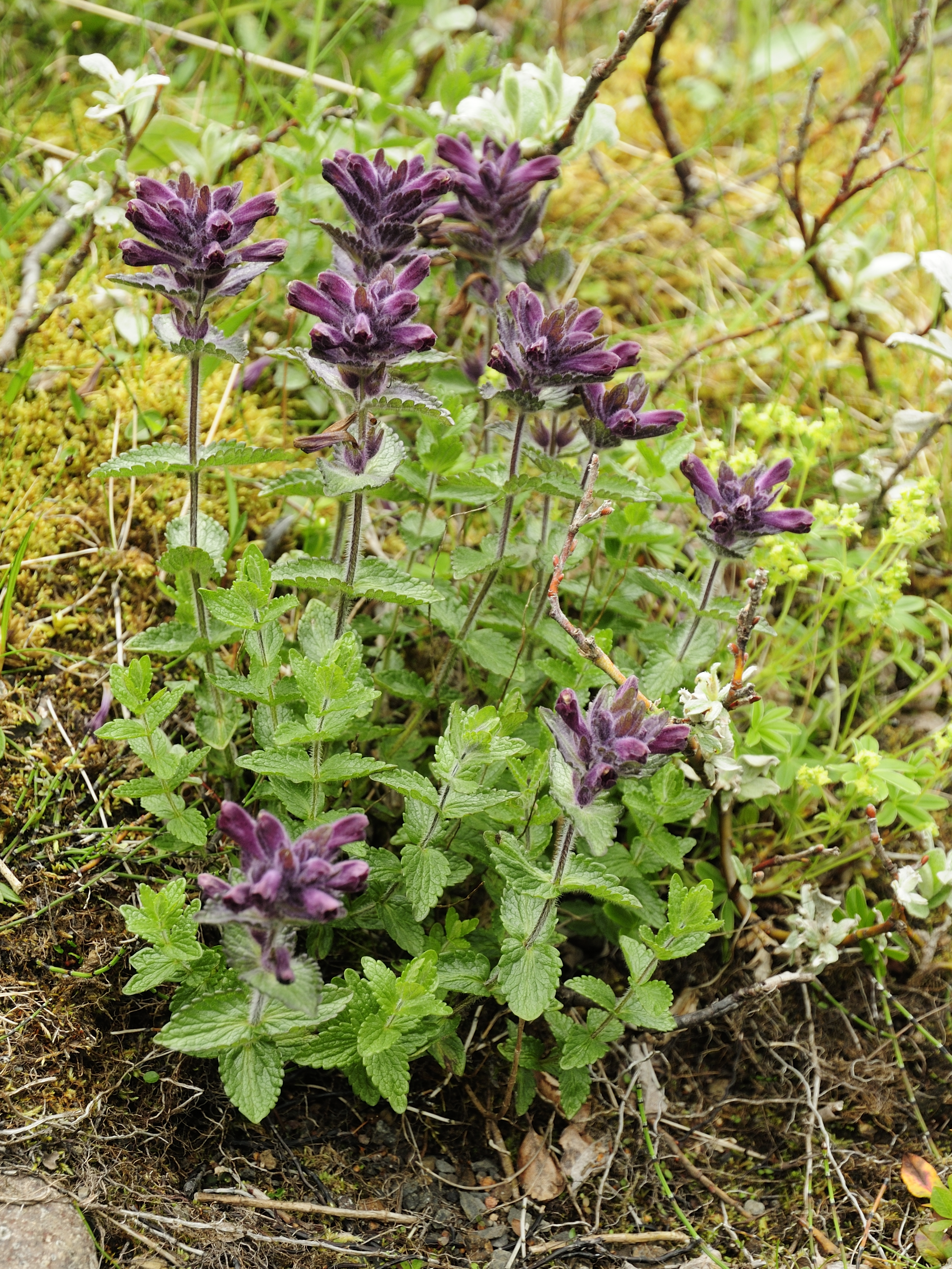
Trs rostlin
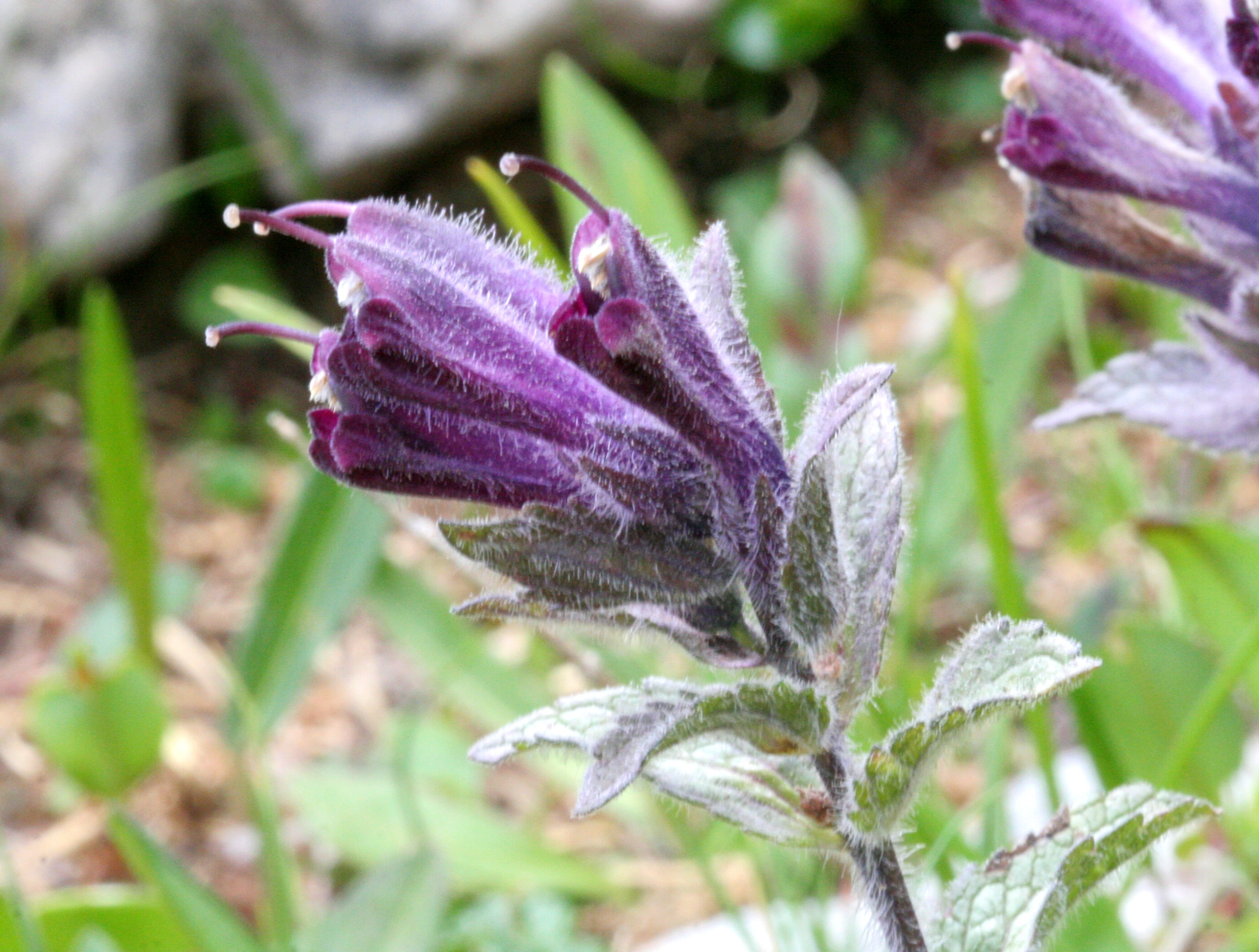
Květ s čnělkou
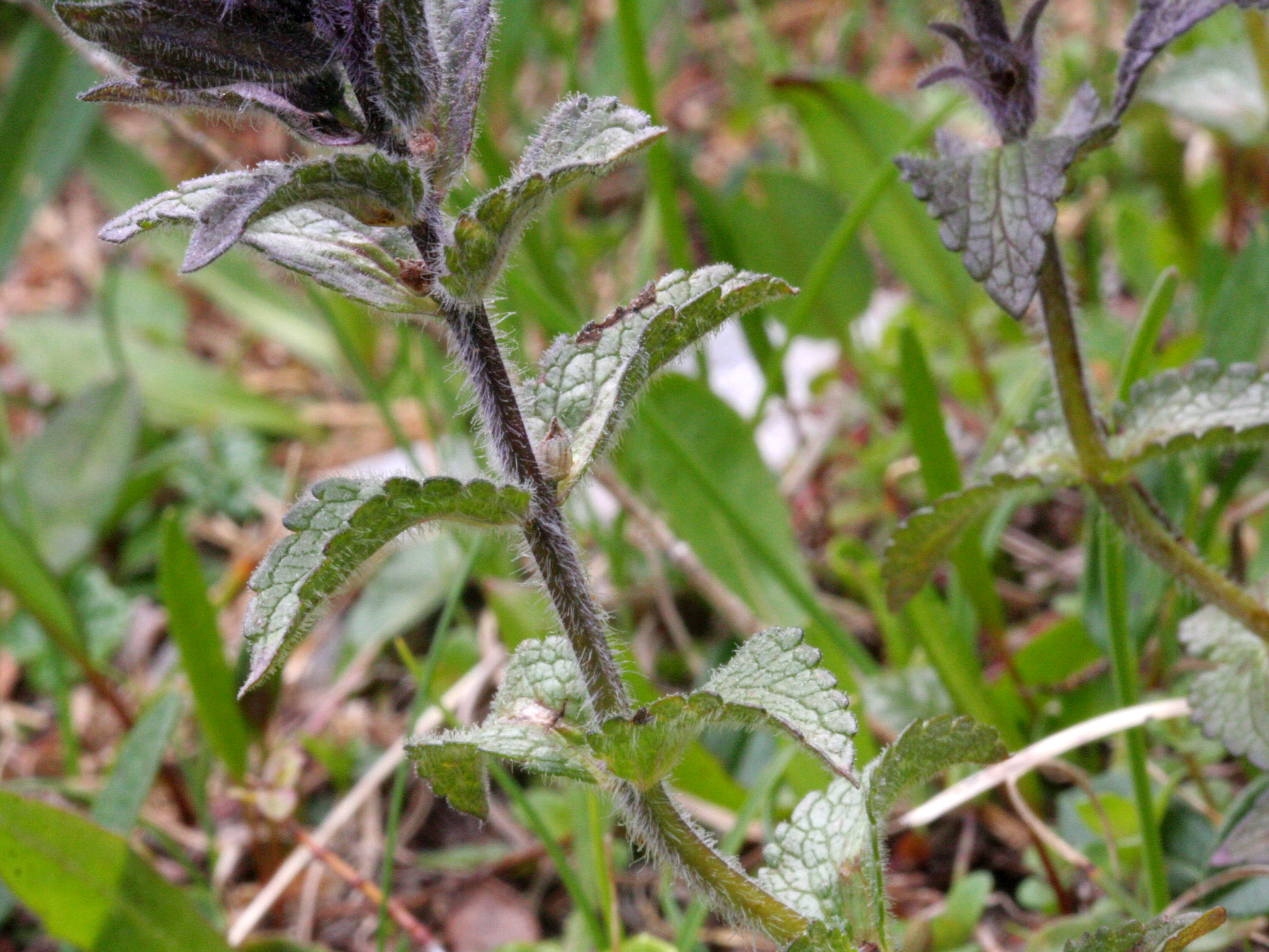
Listy